# 100 metros estilos
100 metros estilos ou medley é uma prova de natação. A prova é disputada somente em piscinas curtas (de 25m), por ser composta por quatro percursos de 25 metros cada, em cada um dos quatro estilos, de acordo com uma ordem pré-determinada:
1º Percurso: Borboleta
2º Percurso: Costas
3º Percurso: Bruços
4º Percurso: Crawl

## Recordes mundiais masculinos

### Piscina curta (25m)
| TEMPO | NADADOR         | DATA                    |
| ----- | --------------- | ----------------------- |
| 53.78 | Jani Sievinen   | 21 de novembro de 1992  |
| 53.78 | Jani Sievinen   | 24 de janeiro de 1996   |
| 53.10 | Jani Sievinen   | 30 de janeiro de 1996   |
| 52.79 | Neil Walker     | 18 de março de 2000     |
| 52.63 | Peter Mankoč    | 15 de dezembro de 2001  |
| 52.58 | Thomas Rupprath | 25 de janeiro de 2003   |
| 52.51 | Roland Schoeman | 18 de janeiro de 2005   |
| 52.11 | Ryk Neethling   | 22 de janeiro de 2005   |
| 52.01 | Ryk Neethling   | 26 de janeiro de 2005   |
| 51.52 | Ryk Neethling   | 11 de fevereiro de 2005 |
| 51.25 | Ryan Lochte     | 12 de abril de 2008     |
| 51.15 | Ryan Lochte     | 13 de abril de 2008     |
| 50.95 | Sergey Fesikov  | 14 de novembro de 2009  |
| 50.76 | Peter Mankoč    | 12 de dezembro de 2009  |

## Recordes mundiais femininos

### Piscina Curta (25m)
| TEMPO   | NADADORA            | DATA                    |
| ------- | ------------------- | ----------------------- |
| 1:01.03 | Louise Karlsson     | 22 de novembro de 1992  |
| 1:01.03 | Louise Karlsson     | 26 de janeiro de 1997   |
| 1:00.60 | Hu Xiaowen          | 26 de fevereiro de 1998 |
| 1:00.43 | Martina Moravcová   | 12 de dezembro de 1998  |
| 1:00.41 | Jenny Thompson      | 16 de janeiro de 1999   |
| 1:00.35 | Martina Moravcová   | 2 de abril de 1999      |
| 59.30   | Jenny Thompson      | 2 de abril de 1999      |
| 58.80   | Natalie Coughlin    | 23 de novembro de 2002  |
| 58.54   | Emily Seebohm       | 10 de agosto de 2009    |
| 58.51   | Therese Alshammar   | 17 de outubro de 2009   |
| 58.40   | Zhao Jing           | 11 de novembro de 2009  |
| 57.74   | Hinkelien Schreuder | 15 de novembro de 2009  |